# Аврији (Нормандија)
Аврији (фр. Avrilly) насеље је и општина у северној Француској у региону Горња Нормандија, у департману Ер која припада префектури Евре.
По подацима из 2011. године у општини је живело 449 становника, а густина насељености је износила 62,45 становника/km². Општина се простире на површини од 7,19 km². Налази се на средњој надморској висини од 112 метара (максималној 159 m, а минималној 137 m).

## Демографија
| 1962. | 1968. | 1975. | 1982. | 1990. | 1999. | 2011. |
| ----- | ----- | ----- | ----- | ----- | ----- | ----- |
| 133   | 155   | 267   | 312   | 326   | 323   | 449   |

График промене броја становника у току последњих година